# Орфографічний словник

Дев'яте видання «Українського орфографічного словника», УМІФ, 2009

Орфографі́чний (ще ортографі́чний, правопи́сний) словни́к — словник, що містить перелік слів у їхньому нормативному написанні та розкриває слова лише в аспекті їхнього правопису (наприклад, окрім власне слів у називному відмінку надає їхнє закінчення у родовому). Орфографічний словник є показником сучасного йому правопису.
Правописний словник як правило включає не лише складні для написання випадки, оскільки задача розрізнення складних та простих випадків написання є нетривіальною. Укладачі словників також не обмежуються загальнолітературною лексикою, включаючи до них спеціальну, термінологічну та іншу лексику, що не є міжстильовою.

## Різновиди
Розрізняють наступні різновиди правописних словників за їхньою цільовою аудиторією:
- загальні — розраховані на загальний вжиток. Загальні орфографічні словники, однак, можуть бути присвячені окремим правописним питанням: А чи У в родовому відмінку, написання з дефісом, окремо чи разом тощо;

- шкільні — відрізняються за обсягом в залежності від того чи вони призначені для початкової чи середньої школи; часто містять викладення правописних правил в обсязі шкільної програми;

- словники-довідники для працівників друкарства — містять складні випадки написання загальних та власних назв, а також докладне викладення правописних норм та відомостей, необхідних для коректорської та редакторської роботи;

- галузеві — присвячені спеціальній термінології.

## Окремі правописні словники української мови
- Голоскевич Г. Правописний словник [Архівовано 22 грудня 2010 у Wayback Machine.] (за нормами українського правопису ВУАН Харків, 1929 р.) — Нью-Йорк, Сидней, Торонто, Львів: НТШ, 1994.
- Правописний словник української мови. За ред. Яр. Рудницького і К. Церкевича. Нью-Йорк — Монтреаль: Українська Могилянсько-Мазепинська Академія Наук і Науково-дослідне товариство української термінології, 1979.
- Бурячок А. А. Орфографічний словник української мови: близько 35000 слів. — Київ: Наукова думка, 1995.
- Український орфографічний словник: понад 175 тис. слів / уклали: В. В. Чумак [та ін.]; за ред. В. Г. Скляренка. — Вид. 9-е, переробл. і доповн. — Київ: Дніпро, 2009. — 1011 с. — (Словники України). — ISBN 978-966-507-260-7
- Великий орфографічний словник сучасної української лексики, 253 000 слів / зав. ред. С. П. Круть. — Ірпінь: Перун. ISBN 966-569-178-3
- Орфографічний словник для школи / ред. І. М. Кириченко, затверджено Міністерством освіти УРСР, вид. 9-е — Київ: Державне вид-во «Радянська Школа», 1964
- Український правописний словник : 10 тис. слів / ред. Нитченко Д. — Мельборн-Аделаїда, вид-во «Ластівка» 1968, перевидано як Український ортографічний словник — Мельборн, вид-во «Ластівка» 1985 ISBN 0949617075

### Онлайнові
- Словники України on-line [Архівовано 25 червня 2013 у WebCite] — академічний словозмінний словник, що містить також словники синонімії та фразеології.
- Орфографічний словник української мови на сайті Словопедія [Архівовано 24 серпня 2011 у Wayback Machine.].
- Розділ словозмін на сайті Горох [Архівовано 14 березня 2022 у Wayback Machine.].